# Гербы Белгородской области
Список гербов муниципальных образований Белгородской области Российской Федерации.
На 14 января 2020 года в Белгородской области насчитывалось 212 муниципальных образований — 9 городских округа, 13 муниципальный район, 16 городских и 174 сельских поселений.

## Гербы городских округов
| Герб | Наименование                            | Дата утверждения                          | Номер в ГГР |
| ---- | --------------------------------------- | ----------------------------------------- | ----------- |
|      | Герб Алексеевского городского округа    | 8 августа 1996 года                       | 10255       |
|      | Герб Белгородского городского округа    | 9 августа 1994                            | 107         |
|      | Герб Валуйского городского округа       | 7 декабря 1995 года; 23 ноября 2018 года  |             |
|      | Герб Грайворонского городского округа   | 20 декабря 1996 года                      |             |
|      | Герб Губкинского городского округа      | 03 октября 1996 года; 21 мая 2008 года    | 1743        |
|      | Герб Старооскольского городского округа | 24 ноября 1998                            | 2833        |
|      | Герб Шебекинского городского округа     | 26 января 2003 года                       |             |
|      | Герб Яковлевского городского округа     | 8 сентября 1995 года; 19 ноября 2018 года | 128         |

## Гербы муниципальных районов
| Герб | Наименование                   | Дата утверждения                      | Номер в ГГР |
| ---- | ------------------------------ | ------------------------------------- | ----------- |
|      | Герб Белгородского района      | 1 ноября 1995 года                    | 178         |
|      | Герб Борисовского района       | 8 декабря 1995 года                   |             |
|      | Герб Вейделевского района      | 19 июня 1998 года; 31 марта 2015 года | 10261       |
|      | Герб Волоконовского района     | 1 февраля 1997 года                   | 175         |
|      | Герб Ивнянского района         | 15 декабря 1995 года                  |             |
|      | Герб Корочанского района       | 7 декабря 1995 года                   |             |
|      | Герб Красненского района       | 13 декабря 1995 года                  | 10382       |
|      | Герб Красногвардейского района | 26 октября 2007 года                  |             |
|      | Герб Краснояружского района    | 1995 год                              |             |
|      | Герб Новооскольского района    | 11 сентября 1995 года                 |             |
|      | Герб Прохоровского района      | 23 января 1999 года                   |             |
|      | Герб Ракитянского района       | 28 июля 1995 года                     | 118         |
|      | Герб Ровеньского района        | 17 июля 1998 года                     |             |
|      | Герб Чернянского района        | 11 сентября 1995 года                 | 126         |